# Туршемучаш
Туршемуча́ш (рос. Туршемучаш, марій. Туршымучаш) — присілок у складі Медведевського району Марій Ел, Росія. Входить до складу Люльпанського сільського поселення.

## Населення
Населення — 132 особи (2010; 142 у 2002).
Національний склад (станом на 2002 рік):
- лучні марійці — 89 %